# بیا عزیزم (همه خواسته من تویی)
«بیا عزیزم (همه خواسته من تویی)» تک‌آهنگی از هنرمند اهل ایالات متحده آمریکا کریستینا آگیلرا است.
این تک‌آهنگ در چارت‌های، در رتبه اول و در چارت‌های استرالیا، بریتانیا، ایرلند، نیوزلند، اسپانیا، جزو ده ترانه اول قرار گرفت.